# Saint-Léger, Savoie
Saint-Léger är en kommun i departementet Savoie i regionen Auvergne-Rhône-Alpes i sydöstra Frankrike. Kommunen ligger i kantonen Aiguebelle som tillhör arrondissementet Saint-Jean-de-Maurienne. År 2022 hade Saint-Léger 256 invånare.

## Befolkningsutveckling
Antalet invånare i kommunen Saint-Léger
| Referens: INSEE |